# Frank Schön (Fußballspieler, 1959)
Frank Schön (* 22. September 1959) ist ein ehemaliger deutscher Fußballspieler.

## Karriere
Schön absolvierte alle seine Profispiele für Eintracht Braunschweig. Sein Debüt gab er in der Saison 1979/80, als er zum Ende der Spielzeit, am 33. Spieltag gegen Borussia Mönchengladbach von Trainer Uli Maslo eingewechselt wurde. Er durfte die letzten drei Minuten spielen, die Partie ging 0:3 verloren. Auf seine nächsten Einsätze musste er lange warten, in der Saison 1983/84 war es so weit, er spielte zweimal, beide Spiele (gegen Bayern München und den 1. FC Nürnberg) wurden verloren. Dennoch landete die Eintracht im gesicherten Mittelfeld, der Abschlusstabelle. Im folgenden Jahr, Schön absolvierte kein Spiel, stieg Braunschweig in die 2. Bundesliga ab. In der folgenden Saison in der Zweitklassigkeit, kam Schön zu vier weiteren Einsätzen für die Eintracht.